# 竹料存车场
竹料存车场位于中华人民共和国广东省广州市白云区钟落潭镇大纲领村北侧，是广佛环线、穗深城际铁路的列车存放设施，与西南侧的竹料站接轨。

## 基本信息
竹料存车场占地面积为424亩，与竹料站纵列式布置，近期设22条存车线（新白广城际工程建设6条、广佛西环工程建设16条），预留未来扩建至36列位的条件。

## 历史
竹料存车场原规划与城际竹料站同步建设；后为减少占用农地及影响地方规划，存车场选址向北调整，同时取消检修等功能，仅用于列车停放及简单人工检查。
竹料存车场于2018年7月完成征地，2021年7月25日开始铺轨，2022年12月完工。
2024年6月，竹料存车场完成冷滑试验。